# Gare de Hiraka
La gare de Hiraka (平賀駅, Hiraka-eki) est une gare ferroviaire de la ville de Hirakawa, dans la préfecture d'Aomori au Japon. Elle est exploitée par la société Kōnan Railway et est desservie par la Ligne Kōnan.

## Histoire
La gare de Hiraka est ouverte aux voyageurs le 7 septembre 1927. Elle fut construite à l'initiative de l'un des fondateurs de la société Kōnan sur l'emplacement d'une rizière qu'il possédait.

## Situation ferroviaire
La gare de Hiraka est située dans le nord-ouest de la ville de Hirakawa, au point kilométrique (PK) 7.5 de la ligne Kōnan.

## Service des voyageurs

### Accueil
La station de Hiraka dispose d'un abri et d'un bâtiment pour voyageurs.

### Ligne ferroviaire
- Kōnan Railway
  - Ligne Kōnan

### Disposition des quais
- Cette gare dispose d'un quai latéral et de deux voies.

| N° de voie | Ligne | Direction           |
| ---------- | ----- | ------------------- |
| 1          | Kōnan | Hirosaki / Kuroishi |
| 2          | Kōnan | Kuroishi            |

### Desserte
| Kōnan Railway      |             |             |             |                    |
| Direction Hirosaki | Ligne Kōnan | Ligne Kōnan | Ligne Kōnan | Direction Kuroishi |
| Tachita            |             | -           |             | Hakunōkōkōmae      |

## Accidents
Le 12 juin 2007, un train déraille en gare de Hiraka. L'accident ne fait que des dommages matériels.